# Route nationale 94d
La route nationale 94D, ou RN 94D, est une ancienne route nationale française reliant Embrun à Saint-Clément-sur-Durance.
À la suite de la réforme de 1972, elle a été déclassée en RD 994D. Ce déclassement a pris effet au 1er avril 1973.

## Tracé
- Embrun
- Saint-André-d'Embrun
- Saint-Clément-sur-Durance